# Caterham Racing

Logo

Caterham Racing ist der Name eines malaysischen Rennstalls der GP2-Serie. Der Rennstall stieg 2011 als Team AirAsia in die GP2-Asia-Serie und die GP2-Serie ein. 2012 erfolgte die Namensänderung in Caterham Racing. Der Rennstall war bis Mitte 2014 mit dem Formel-1-Team Caterham verbunden.

## Geschichte in der GP2-Serie
Zur GP2-Asia-Serie-Saison 2011 stieg der Rennstall unter dem Namen Team Air Asia in die GP2-Serie ein. Das Team war nach der malaysischen Billigfluggesellschaft AirAsia des Teamchefs Tony Fernandes benannt und wie der Formel-1-Rennstall Lotus in seinem Besitz. Als Fahrer fungierten 2011 mit Luiz Razia und Davide Valsecchi zwei Testfahrer des Lotus-Formel-1-Rennstalls. In der GP2-Asia-Serie erreichte man, mit einem dritten Platz von Valsecchi als bestes Resultat, den siebten Platz in der Teamwertung. In der Saison der Hauptserie erzielte Valsecchi den ersten Sieg für den Rennstall beim Hauptrennen in Monaco. Beide Fahrer erzielten je zwei Podest-Platzierungen und das Team schloss die Saison auf dem sechsten Platz der Teamwertung ab. Der Rennstall nannte sich während der Saison in Caterham Team Air Asia um. Im Zuge der Umbenennung wurde auch die Lackierung der Boliden an die des Formel-1-Teams angepasst und die Farbenkombination grün-gelb übernommen. Zuvor startete das Team mit weiß-roten Autos, den Farben der AirAsia.
Zur Saison 2012 startete der Rennstall als Caterham Racing. Auch der Formel-1-Rennstall nahm in diesem Jahr den Namen Caterham an. Die beiden Fahrer aus dem Vorjahr wechselten beide innerhalb der Serie in andere Team, sodass Caterham zwei neue Fahrer engagierte. Die Wahl fiel auf Rodolfo González und Giedo van der Garde. Beide Fahrer hatten bereits mehrere Jahre in der GP2-Serie gefahren. Van der Garde fuhr während der Saison regelmäßig in die Punkte und errang zwei Siege, womit er sechster der Gesamtwertung wurde. González fuhr einmal in die Punkte und unterlag van der Garde mit sechs zu 160 Punkten. Am Ende belegte er den 22. Platz der Gesamtwertung. In der Teamwertung beendete Caterham die Saison auf dem siebten Platz.

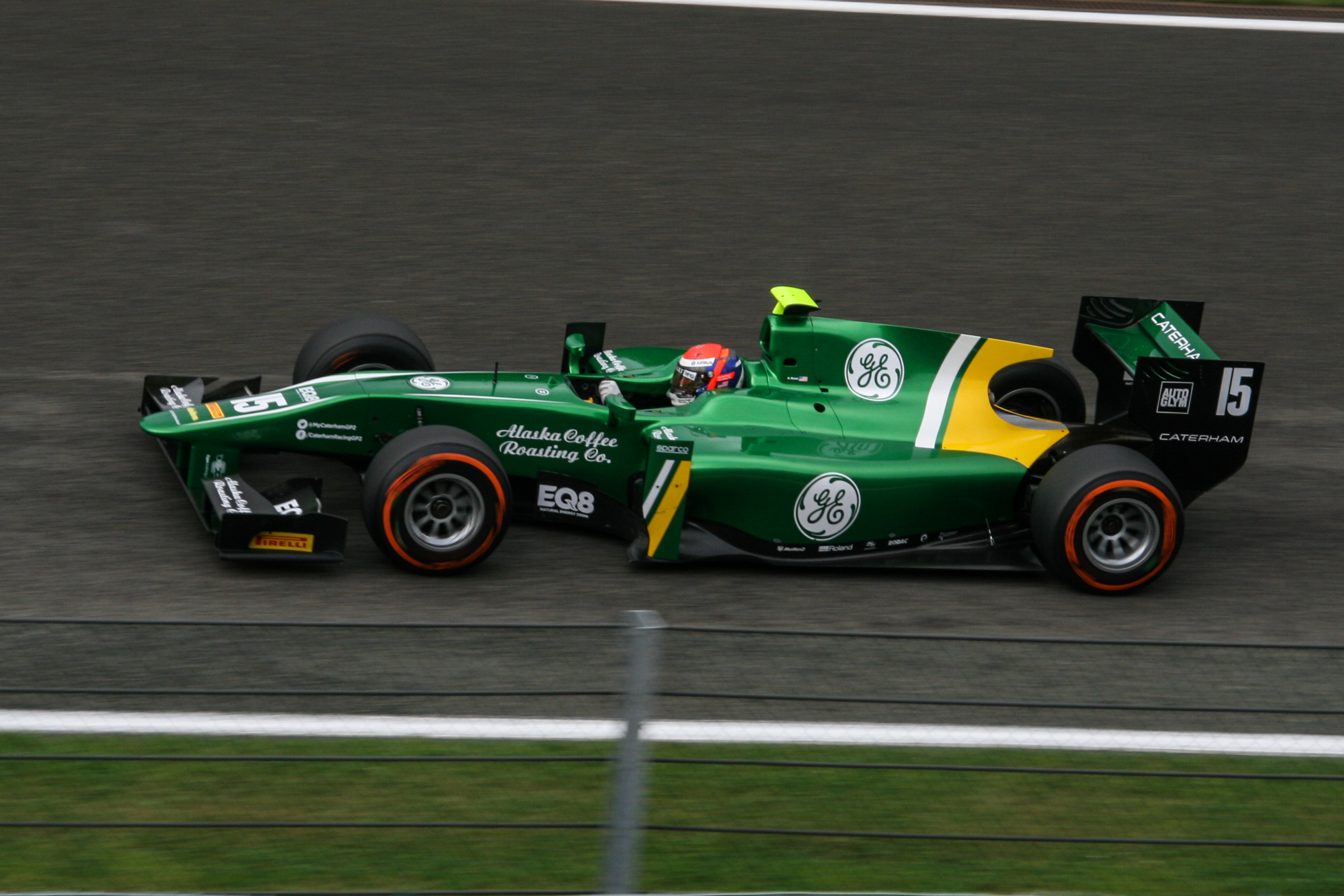
Alexander Rossi beim Sprintrennen der GP2-Serie in Spa-Francorchamps 2013

2013 bekam van der Garde ein Cockpit bei Caterham in der Formel 1, González wurde Testfahrer bei Marussia. Die neuen Fahrer für die GP2-Serie 2013 wurden Sergio Canamasas und Ma Qinghua. Während Canamasas die komplette Saison fuhr, wurde Ma nach dem ersten Rennen durch Alexander Rossi ersetzt. Am 17. Mai wurde mit EQ8 ein neuer Titelsponsor bekannt gegeben, womit das Team ab dem Lauf in Monte Carlo unter dem Namen EQ8 Caterham Racing antrat. Rossi überzeugte bereits bei seinem ersten Saisonlauf und fuhr auf das Podest. Auch im weiteren Verlauf der Saison fuhr Rossi regelmäßig in die Punkte. Im Hauptrennen des letzten Lauf in Abu Dhabi gelang ihm sein erster Sieg in der GP2-Serie, welche er letztlich auf Position neun der Gesamtwertung abschloss. Canamasas fuhr zweimal in die Punkte und unterlag Rossi mit drei zu 92 Punkten, womit er 25. der Gesamtwertung wurde. In der Teamwertung verschlechterte sich Caterham auf den neunten Rang.
2014 blieb Rossi bei Caterham und bekam mit Rio Haryanto einen neuen Teamkollegen, der in seine dritte GP2-Saison geht. Während Fernandes das Caterham-Formel-1-Team im Juli verkaufte, blieb das GP2-Team in seinem Besitz. Rossi trennte sich kurz darauf von beiden Rennställen. In der GP2-Serie übernahm Tom Dillmann sein Cockpit. Zum Ende der Saison 2014 beendete Caterham sein GP2-Engagement. Der GP2-Startplatz wurde anschließend von Status Grand Prix übernommen.

## Weiteres Engagement im Motorsport
2012 und 2013 unterstützte Caterham den Rennstall Arden International bei dessen Einsätzen in der Formel Renault 3.5. In beiden Jahren war ein Auto in den Caterham-Farben lackiert. Alexander Rossi und Pietro Fantin fuhren dieses Fahrzeug.

## Statistik

### Ergebnisse in der GP2-Serie
| Fahrer              | Nr.            | 1   | 2   | 3   | 4   | 5   | 6   | 7   | 8   | 9   | 10  | 11  | 12  | 13  | 14  | 15  | 16  | 17  | 18  | 19  | 20  | 21  | 22  | 23  | 24  | Punkte | Rang |
| ------------------- | -------------- | --- | --- | --- | --- | --- | --- | --- | --- | --- | --- | --- | --- | --- | --- | --- | --- | --- | --- | --- | --- | --- | --- | --- | --- | ------ | ---- |
| GP2-Serie 2011      | GP2-Serie 2011 | TUR | TUR | ESP | ESP | MON | MON | ESP | ESP | GBR | GBR | GER | GER | HUN | HUN | BEL | BEL | ITA | ITA |     |     |     |     |     |     | 49     | 6.   |
| Luiz Razia          | 26             | 6   | 18  | DNF | DNF | DNF | 20  | 6   | 2   | 17  | 14  | DNF | 14  | 3   | 7   | DNF | DNF | 10  | 9   |     |     |     |     |     |     | 49     | 6.   |
| Davide Valsecchi    | 27             | 16  | 16  | 4   | 4   | 1   | 5   | 3   | 4   | 14  | 17  | 13  | DNF | 16  | 14  | 10  | 10  | 20  | DNF |     |     |     |     |     |     | 49     | 6.   |
| GP2-Serie 2012      | GP2-Serie 2012 | MAS | MAS | BRN | BRN | BRN | BRN | ESP | ESP | MON | MON | ESP | ESP | GBR | GBR | GER | GER | HUN | HUN | BEL | BEL | ITA | ITA | SIN | SIN | 166    | 7.   |
| Rodolfo González    | 11             | DNF | 18  | 15  | 21  | 18  | 15  | 15  | 14  | 13  | 5   | 15  | 15  | 23  | DNF | 23  | 20  | 23  | 16  | DNF | 14  | 22  | 20  | DNF | 18  | 166    | 7.   |
| Giedo van der Garde | 12             | 9   | 4   | DNF | 9   | 3   | 19  | 1   | 6   | 3   | 3   | 11  | 6   | 8   | 21* | 5   | 2   | 5   | 10  | 5   | 21  | DNF | 10  | 8   | 1   | 166    | 7.   |
| GP2-Serie 2013      | GP2-Serie 2013 | MAS | MAS | BRN | BRN | ESP | ESP | MON | MON | GBR | GBR | GER | GER | HUN | HUN | BEL | BEL | ITA | ITA | SIN | SIN | UAE | UAE |     |     | 95     | 9.   |
| Sergio Canamasas    | 14             | 19  | 15  | 20  | 11  | DNF | 14  | 15  | 11  | 23  | 20  | 12  | 17  | DNF | DNF | DNF | 12  | 9   | 11  | 19  | DNF | 12  | 8   |     |     | 95     | 9.   |
| Qing Hua Ma         | 15             | 21  | DNS |     |     |     |     |     |     |     |     |     |     |     |     |     |     |     |     |     |     |     |     |     |     | 95     | 9.   |
| Alexander Rossi     | 15             |     |     | 3   | 20  | 6   | 6   | DNF | 19  | 10  | 9   | 11  | 6   | 13  | 16  | 3   | 22  | 8   | 2   | DNF | 23  | 1   | DNF |     |     | 95     | 9.   |
| GP2-Serie 2014      | GP2-Serie 2014 | BRN | BRN | ESP | ESP | MON | MON | AUT | AUT | GBR | GBR | GER | GER | HUN | HUN | BEL | BEL | ITA | ITA | RUS | RUS | UAE | UAE |     |     | 42     | 11.  |
| Rio Haryanto        | 18             | 16  | 16  | 5   | DNF | 7   | 3   | 11  | 17  | 21  | DNF | 22* | 10  | DNF | 17  | DNF | 16  | 16  | 16  | 18  | 15  | 9   | 12  |     |     | 42     | 11.  |
| Alexander Rossi     | 19             | 22  | 25  | DNF | 14  | 16  | 11  | 8   | 5   | 12  | 21  |     |     |     |     |     |     |     |     |     |     |     |     |     |     | 42     | 11.  |
| Tom Dillmann        | 19             |     |     |     |     |     |     |     |     |     |     | 12  | 9   | 9   | 19* | 12  | 9   |     |     |     |     |     |     |     |     | 42     | 11.  |
| Pierre Gasly        | 19             |     |     |     |     |     |     |     |     |     |     |     |     |     |     |     |     | 17  | DNF | 11  | 11  | 21  | 18  |     |     | 42     | 11.  |

| Legende  | Legende            | Legende                                                          |
| Farbe    | Abkürzung          | Bedeutung                                                        |
| -------- | ------------------ | ---------------------------------------------------------------- |
| Gold     | –                  | Sieg                                                             |
| Silber   | –                  | 2. Platz                                                         |
| Bronze   | –                  | 3. Platz                                                         |
| Grün     | –                  | Platzierung in den Punkten                                       |
| Blau     | –                  | Klassifiziert außerhalb der Punkteränge                          |
| Violett  | DNF                | Rennen nicht beendet (did not finish)                            |
| Violett  | NC                 | nicht klassifiziert (not classified)                             |
| Rot      | DNQ                | nicht qualifiziert (did not qualify)                             |
| Rot      | DNPQ               | in Vorqualifikation gescheitert (did not pre-qualify)            |
| Schwarz  | DSQ                | disqualifiziert (disqualified)                                   |
| Weiß     | DNS                | nicht am Start (did not start)                                   |
| Weiß     | WD                 | zurückgezogen (withdrawn)                                        |
| Hellblau | PO                 | nur am Training teilgenommen (practiced only)                    |
| Hellblau | TD                 | Freitags-Testfahrer (test driver)                                |
| ohne     | DNP                | nicht am Training teilgenommen (did not practice)                |
| ohne     | INJ                | verletzt oder krank (injured)                                    |
| ohne     | EX                 | ausgeschlossen (excluded)                                        |
| ohne     | DNA                | nicht erschienen (did not arrive)                                |
| ohne     | C                  | Rennen abgesagt (cancelled)                                      |
| ohne     | keine WM-Teilnahme |                                                                  |
| sonstige | P/fett             | Pole-Position                                                    |
| sonstige | 1/2/3/4/5/6/7/8    | Punktplatzierung im Sprint-/Qualifikationsrennen                 |
| sonstige | SR/kursiv          | Schnellste Rennrunde                                             |
| sonstige | *                  | nicht im Ziel, aufgrund der zurückgelegten Distanz aber gewertet |
| sonstige | ()                 | Streichresultate                                                 |
| sonstige | unterstrichen      | Führender in der Gesamtwertung                                   |

### Ergebnisse in der GP2-Asia-Serie
| Fahrer                     | Nr.                        | 1   | 2   | 3   | 4   | Punkte | Rang |
| -------------------------- | -------------------------- | --- | --- | --- | --- | ------ | ---- |
| GP2-Asia-Serie-Saison 2011 | GP2-Asia-Serie-Saison 2011 | UAE | UAE | ITA | ITA | 9      | 7.   |
| Luiz Razia                 | 26                         | DNF | 16  | DNF | 14  | 9      | 7.   |
| Davide Valsecchi           | 27                         | 3   | 4   | DSQ | 17  | 9      | 7.   |